# 中央运河上的船舶升降机
中央运河上的船舶升降机，是位於比利時瓦隆工业地带拉卢维耶尔镇的四座水力船舶升降机，被归为“瓦隆尼亚的重大遗产”（Wallonia's Major Heritage）和世界遗产（埃诺省）。
過去在连接默兹河与斯海尔德河流域的中央运河的一段7公里的伸展中，水平面抬高了66.2米。为了克服此高差，位于乌当格尼的15.4米的升降机于1888年投入运行，而其他三座各提升16.93米的升降机于1917年投入运行。这些升降机是位于加拿大的彼得伯勒提升式闸门和科克菲尔德提升式闸门背后的灵感的一部分。19世纪末，理查德·伯索尔·罗杰斯访问了上述升降机以理解并研究提升式闸门系统的可实现的构想，最後升降机由英国公司Clark, Stansfield & Clark的埃德温·克拉克设计。
起卸机是成对的，由两个垂直的移动水槽或沉箱组成，每个中央均由铁柱所支持。这两根柱子通过水压以下述方式相连结，即一个沉箱在另一个下降时抬升，一个的重量制衡另一个的重量。

## 晚近历史

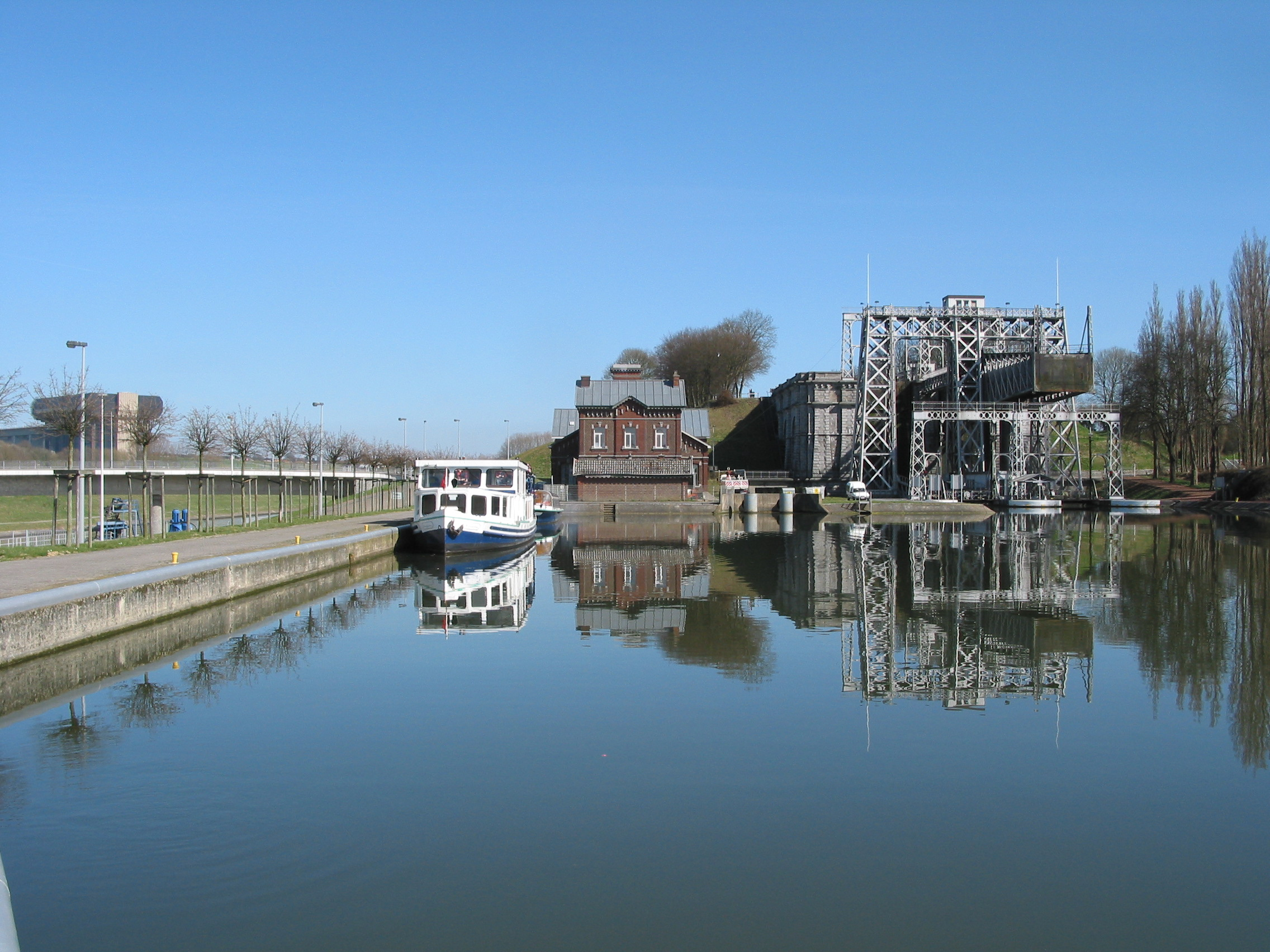
蒂约 (比利时)：4号升降机，以及位于左侧远处背景的斯特雷皮-蒂约升船机

这些杰出的工业遗址被联合国教科文组织于1998年列入世界遗产名录。在19世纪末20世纪初所建的8座水力提升式闸门中，中央运河上的这四座是仅有的仍以其最初形式运行者。
2002年起，这些升降机的运行已被限制为娱乐用。贸易运输如今绕过这些老升降机而由超凡的斯特雷皮-蒂约升船机处理，后者73米的抬升量在其完工时是世界上最高的。
在2002年1月的一场事故——在该事故中一个有故障的起卸机在一条机动驳船存在的情况下开始抬升——之后，1号升降机不再服役。在自2005年开始的修理工作期间，一个彻底的修复被进行。1号和4号升降机的修复工作在2008年仍在进行。

船舶升降机1-4号的位置。
'A' 是新的斯特雷皮-蒂约升船机。

## 细节
| 升降机 | 地点              | 坐标                                      | 提升高度 | 图片 |
| ------ | ----------------- | ----------------------------------------- | -------- | ---- |
| 1号    | 乌当格尼          | 50°29′15″N 4°10′33″E / 50.4875°N 4.1758°E | 15.40m   |      |
| 2号    | 乌当艾姆里        | 50°28′57″N 4°08′32″E / 50.4826°N 4.1423°E | 16.93m   |      |
| 3号    | 斯特雷皮-布拉克尼 | 50°28′53″N 4°08′14″E / 50.4813°N 4.1373°E | 16.93m   |      |
| 4号    | 蒂约              | 50°28′17″N 4°05′40″E / 50.4714°N 4.0945°E | 16.93m   |      |